# マルコ・シモーネ
マルコ・シモーネ（Marco Simone, 1969年1月7日 - ）は、イタリア・カステッランツァ出身の元サッカー選手。元イタリア代表。ポジションはFW。

## 経歴
スカウトされてコモ・カルチョに入団。1986年9月3日コッパ・イタリアでプロデビュー、翌1987年1月11日のエンポリ戦でセリエAデビューを果たした。ヴィレシトへのレンタルを経て、1988-89シーズンに複帰した。イタリアU-21にも選出され、イタリア期待の若手選手となった。
1989年にACミランが獲得した。控え選手の扱いを受けることが多かったが、大事な試合で度々得点を奪うなど、ミランの黄金時代を支えた一人。ツートップを組んだ選手をサポートし、マルコ・ファン・バステン、ジャン・ピエール・パパン、ジョージ・ウェアらとは、特にいいコンビネーションを見せた。1994-1995シーズンはレギュラーの座を勝ち取り、30試合17得点とキャリア最高のシーズンを過ごした。ミランでは、2度のUEFAチャンピオンズカップ優勝を始め、4度のリーグ優勝などを経験した。ミランにおける通算成績は245試合で74得点となっている。
1997年、FCバイエルン・ミュンヘンが獲得に迫ったが、当時のフランスサッカー史上最高額でフランスのパリ・サンジェルマンに移籍した。翌年にはカップおよびリーグカップの二冠に貢献、1998年にリーグ・アン年間最優秀選手賞を受賞した。2シーズンで80試合に出場して32得点を決めた。そして1999-2000シーズン、パリSGのライバルチームであるASモナコに籍を移すと、34試合21得点という成績を残し、リーグ優勝の立役者となり、リーグの最優秀外国人選手賞を受賞した。
2001年にミランに復帰するもさしたるインパクトを残すことができず、古巣のモナコを経て、2004年にOGCニースで引退を表明した。2005年、セリエC2・ACレニャーノにて現役復帰を果たし、1試合のみ出場した。その後、同チームの会長に就任している。
イタリア代表では定着出来ず、1992年に初招集を受けてから4試合の出場に終わった。この4試合は全てミラン時代に出場したもの。フランス時代には活躍しながらも代表には召集されなかった。

## エピソード
- ACミラン在籍時、ミランには同じ名前のマルコ・ファン・バステンが在籍し、ファン・バステンの知名度には及ばないことから、もう一人のマルコと呼ばれていた[1]。

- 白がメインカラーのスパイクを履いた、初のイタリア人選手でもあった[1]。